# Patrick Jennings
Pour les articles homonymes, voir Pat Jennings et Jennings.
Patrick Alfred Jennings (20 mars 1831 - 11 juillet 1897) est un homme politique australien d'origine irlandaise qui est le 11e premier ministre de Nouvelle-Galles du Sud. 

## Jeunesse
Jennings est né à Newry, en Irlande. Il est le fils de Francis Jennings, un commerçant bien connu dans cette ville. Il fait ses études à Newry  puis dans une école secondaire, à Exeter, en Angleterre, avant de commencer une carrière de commerçant. En 1852, il émigre en Australie et travaille dans les mines d'or à St Arnaud, au Victoria, mais devint vite gérant de magasin et ensuite broyeur de quartz aurifère avant d'acheter une grande propriété le long du Murrumbidgee. En 1857, il devint juge d'instruction. Il se présenta en vain à l'Assemblée législative du Victoria en 1859 et devint ensuite président du Conseil de St Arnaud. En 1863, il épousa Mary Ann Shanahan et s'installa à Warbreccan près de Deniliquin.
En 1863, il prend part au mouvement pour former le district de la Riverina en une province distincte, et deux ans plus tard, on lui propose d'aller en Angleterre en tant que délégué pour expliquer les griefs de la région devant les autorités anglaises. Il refuse au motif qu'il devrait être possible de lever les difficultés avec le gouvernement de Nouvelle-Galles du Sud.

## Carrière politique
Jennings est nommé au conseil législatif en 1867. Il démissionne en 1870 pour entrer à l'Assemblée législative comme député de Murray, mais en 1872 se retrouve hors de la politique pour quelques années. Il tente en vain d'être élu à Mudgee en 1874. Il représente les colonies de  Nouvelle-Galles du Sud, Queensland et Tasmanie, à l'exposition de Philadelphie en 1876, et par la suite visite l'Europe. 
Jennings est de nouveau élu à l'assemblée en 1880 en tant que député de la circonscription de Bogan et de janvier à juillet 1883 est vice-président du conseil exécutif du gouvernement Stuart. Il est secrétaire colonial d'octobre à décembre 1885 dans le gouvernement Dibbs et, en février 1886 devient le premier premier ministre catholique pratiquant et est également ministre des finances. Son gouvernement ne dure que 11 mois dans une période troublée après une crise financière. Il cherche à équilibrer son budget en créant des droits de douane de 5 %, ce qui est considéré comme une violation de la plate-forme gouvernementale de libre-échange. Jennings n'est pas assez fort pour contrôler un gouvernement qui comprenait notamment George Dibbs et William Lyne. 
Jennings représente la Nouvelle-Galles du Sud lors de la conférence coloniale qui se déroule à Londres en 1887. Il est nommé au conseil législatif en 1890, et est l'un des représentants de la Nouvelle-Galles du Sud lors de la convention fédérale qui se tient à Sydney en 1891, mais ne prend pas une part importante dans la procédure. Il est vice-président de la Société d'agriculture de Nouvelle-Galles du Sud de 1876 à 1887 et contribue à l'obtention du site du Moore Park pour le Sydney Royal Easter Show. 
Jennings est un homme aimable, cultivé, s'intéressant beaucoup à l'art et à la musique. Il contribue à hauteur de 1100 £ à l'achat d'un orgue pour le grand Hall de l'université de Sydney. Il avait beaucoup d'amis, mais n'a pas été un grand parlementaire, mais il reste cependant une figure marquante de la vie publique de Nouvelle-Galles du Sud pendant de nombreuses années. 
Jennings est mort à Brisbane le 11 juillet 1897. Son épouse meurt en 1887, mais deux fils et une fille lui ont survécu,,.